# Viļāni
Viļāni (pol. hist.: Wielony, niem. Welonen) – miasto na Łotwie, leżące w historycznej krainie Łatgalia, w novadsie Rzeżyca nad rzeką Malta. W latach 2009–2021 stolica Viļāni, położone 215 km od Rygi. 3764 mieszkańców (2004). Prawa miejskie od 1928 r.
Rzymskokatolickim kościołem parafialnym w Wielonach jest erygowany w 1753 roku kościół św. Michała Archanioła. Obok kościoła znajduje się klasztor, pierwotnie osadzeni w nim byli bernardyni (od 1753 do 1832); w 1922 klasztor przejęli marianie.
W południowej części miasta znajduje się stary cmentarz (dawniej zlokalizowany przy kaplicy, dziś już nieistniejącej), na którym pochowano, głównie w XIX wieku, członków rodziny Szczotkowskich i spowinowaconych z nimi Janowskich, właścicieli dóbr w Wielonach (od 1842) i sąsiednim majątku – Radopolu.
Podczas okupacji hitlerowskiej, w lipcu roku Niemcy utworzyli getto dla żydowskich mieszkańców. Przebywało w nim około 400 osób. 2 sierpnia 1941 roku Niemcy zlikwidowali getto, a Żydów zamordowano na cmentarzu żydowskim. Sprawcami zbrodni byli Łotysze z Rygi z tzw. komando Arajsa oraz kompania miejscowej „samoobrony”.

Znajduje się tu stacja kolejowa Viļāni, położona na linii Krustpils – Rzeżyca.

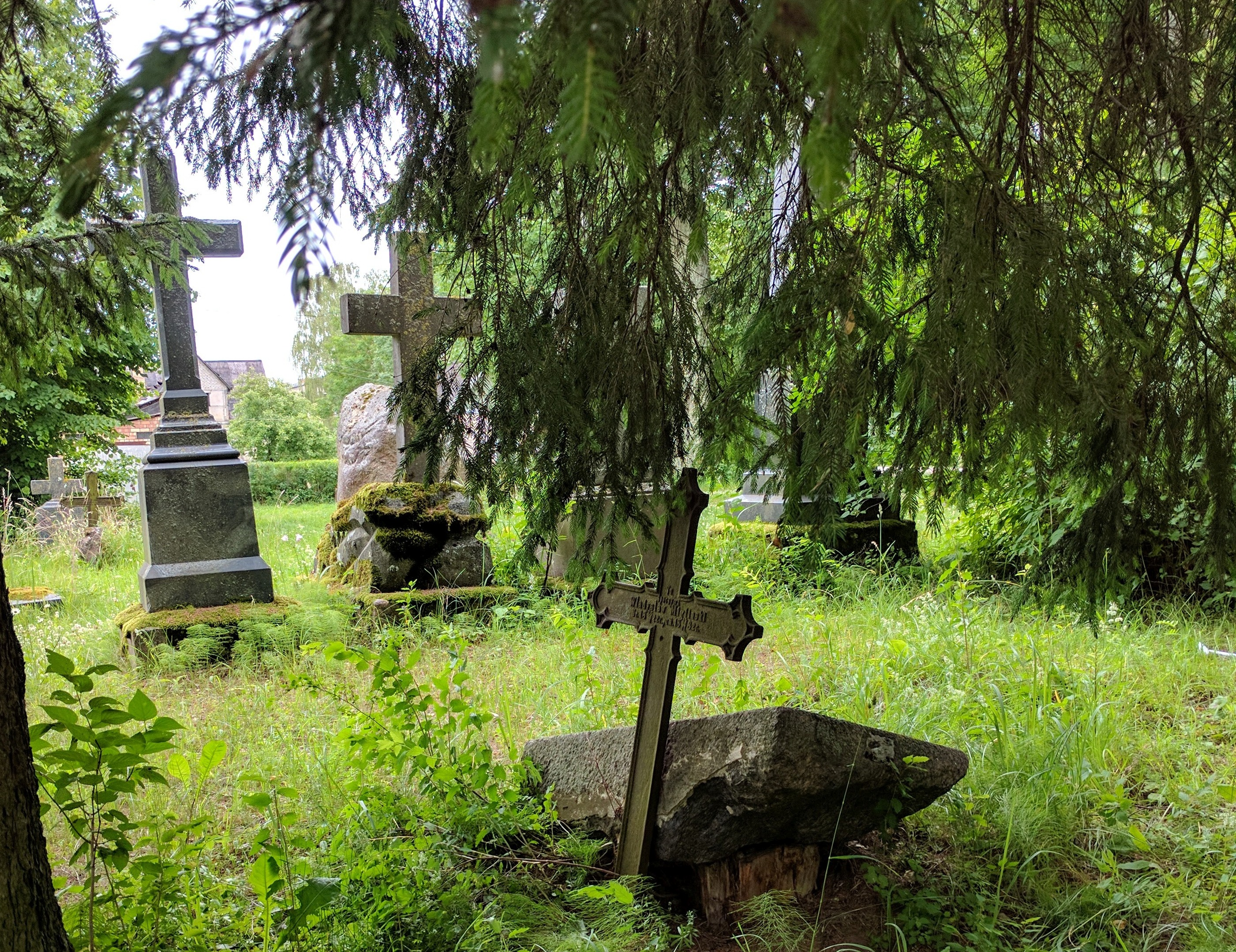
Wielony, stary cmentarz z polskimi grobami